# Idiosoma berlandi
Espèce
Synonymes
- Aganippe berlandi Rainbow, 1914

Idiosoma berlandi est une espèce d'araignées mygalomorphes de la famille des Idiopidae.

## Distribution
Cette espèce est endémique de Nouvelle-Galles du Sud en Australie. Elle a été découverte à Narrabri.

## Description
La carapace du mâle holotype mesure 7 mm de long sur 5 mm et l'abdomen 8 mm de long sur 4,7 mm.

## Étymologie
Cette espèce est nommée en l'honneur de Lucien et Jeanne Berland.

## Publication originale
- Rainbow, 1914 : Studies in the Australian Araneidae. No. 6. The Terretelariae. Records of the Australian Museum, vol. 10, p. 187-270 (texte intégral).